# Џенива (Ајова)
Џенива (енгл. Geneva) град је у америчкој савезној држави Ајова. По попису становништва из 2010. у њему је живело 165 становника.

## Демографија
Према попису становништва из 2010. у граду је живело 165 становника, што је -6 (-3.5%) становника више него 2000. године.
| Група             | 2000.       | 2010.       |
| Белци             | 170 (99,4%) | 161 (97,6%) |
| Афроамериканци    | 0 (0,0%)    | 0 (0,0%)    |
| Азијати           | 0 (0,0%)    | 0 (0,0%)    |
| Хиспаноамериканци | 1 (0,6%)    | 1 (0,6%)    |
| Укупно            | 171         | 165         |